# Das Traumschiff: Cook Islands
Das Traumschiff: Cook Islands ist ein deutscher Fernsehfilm von Stefan Bartmann aus dem Jahr 2016. Es ist die 75. Folge der Fernsehreihe Das Traumschiff. Die Schiffscrew wird dargestellt von Sascha Hehn in der Rolle des Kapitäns Victor Burger, Heide Keller als Chefhostess Beatrice von Ledebur und Nick Wilder als Schiffsarzt Dr. Wolf Sander. Die Haupt-Gastrollen sind besetzt mit Fanny Stavjanik, Janina Hartwig, Amy Mußul, Florian Fitz, Rufus Beck, Volkert Kraeft und Oliver Stritzel.
Die Erstausstrahlung des Films fand in Deutschland und Österreich zeitgleich, am Freitag, dem 1. Januar 2016, zur Hauptsendezeit im Programm des ZDF und von ORF 2 statt.

## Handlung
Elisabeth Bach und Alexander Unruh sind mit der Amadea auf dem Weg zu den Cookinseln, um die Leichen ihrer Eltern zu identifizieren. Alexander die seines Vaters und Elisabeth die ihrer Mutter. Doch im Gegensatz zu Elisabeth weiß Alexander nicht, dass noch jemand bei dem Unglücksfall, der beide das Leben kostete, im Auto saß. Auch nicht, dass die Mutter von Elisabeth Bach und sein Vater bereits seit fünfzehn Jahren ein Paar waren. Elisabeth versucht, Kontakt zu Alexander aufzubauen, was aber schwierig ist, da dieser noch nicht fassen kann, dass sein verheirateter Vater seine Mutter fünfzehn Jahre lang betrogen hat. Obwohl beide sich in einer schwierigen Situation befinden, verlieben sie sich und finden schlussendlich auch zusammen.
Die junge Lektorin Mia Alesana ist auf dem Schiff, um den Passagieren einen Vortrag über die Cookinseln zu halten und darüber, wie bedroht das Land durch den steigenden Meeresspiegel ist. Auf den Inseln angekommen erfährt sie, dass ein mächtiger Zyklon auf ihre Heimatinsel Talapata zukommt. Alle Einwohner können rechtzeitig geborgen werden, doch Peter Hellmann, Mias Vater und Pfarrer der Gemeinde, weigert sich seine Heimatinsel, zu verlassen, lieber möchte er im Sturm sterben. Mia macht sich mit einem kurzerhand gestohlenen Motorboot auf den Weg, um ihren Vater von der Insel zu holen. Kapitän Burger, der den Sachverhalt mitbekommen hat, folgt ihr mit einem weiteren Boot. Mia gelingt es nicht ihren Vater zu überreden, was sich durch das Eintreffen des Kapitäns ändert. Er entschließt sich um und alle drei können die Insel gerade noch rechtzeitig verlassen. Zurück auf dem Schiff sehen sie mediale Bilder über das Ausmaß des Sturmes. Von der Heimatinsel Hellmanns und der übrigen Einwohner ist so gut wie nichts mehr übrig. Die Leute wollen nun nach Neuseeland fahren, wo sie von der dortigen Regierung als Flüchtlinge anerkannt werden. Auch Peter Hellmann entscheidet sich letztlich dafür bei seinen Leuten zu bleiben.
Auch die Pflanzenforscherin Tessa Gerber befindet sich auf dem Schiff Route Cookinseln. Ihr Auftrag lautet, nach Magnus Tennstett und dessen Haus zu suchen, um die Datei über eine Pflanze sicherzustellen, die Tennstett zur Probe ins Labor nach Deutschland geschickt hatte. Tennstett sucht seit Jahren nach einer Pflanze, die geeignet ist, die Krankheit, der seine Tochter zum Opfer gefallen ist, zu heilen. Die letzte Pflanzenprobe fiel äußerst positiv aus. Doch Tessa ist nicht unbeobachtet auf dem Schiff, ihr Arbeitskollege Klaus Parker ist beauftragt, sie zu kontrollieren, da Tessa und Magnus einmal ein Paar waren. Und Tessa denkt gar nicht daran, den Mann, den sie immer noch liebt, zu bestehlen. Sie will nur mit ihm sprechen. Schiffsarzt Dr. Sander, der Magnus ebenfalls gut kennt, bringt sie zu ihm. Doch Parker kann ihnen unbemerkt folgen und stiehlt, in dessen Haus angekommen, Laptop und Festplatte. Magnus glaubt nun, dass Tessa hinter dem Diebstahl steckt. So kommt er zusammen mit Sander auf die Amadea zurück. Dort endlich gelingt es Tessa, die inzwischen weiß, dass Parker im Besitz der Festplatte mit wichtigen Informationen ist, ihm endlich die ganze Wahrheit zu erzählen. Tennstett begibt sich daraufhin zu Parkers Kabine und fordert seine Festplatte zurück. Dieser bedroht ihn jedoch  mit einem Messer und fordert Tennstett seinerseits auf, ihm das Passwort zu nennen, damit er auf den Text zugreifen könne. Tessa und Dr. Sander kommen rechtzeitig um eingreifen zu können. Tennstett kann seinen Laptop wieder an sich nehmen.
Oskar Schifferle, der für die Unterhaltung an Bord zuständig ist, klagt Schiffsarzt Dr. Sander immer wieder, dass ihm etwas fehle. Er sucht jemanden, der mit ihm den Jakobsweg entlangpilgert. Sander gibt ihm jedoch einen Korb und den Rat, sich jemanden über das Internet zu suchen, das würde heutzutage jeder so machen. Auch Chefhostess Beatrice hat vor, den Jakobsweg zu begehen und fragt daher Kapitän Burger, der aber ablehnt und ihr denselben Rat gibt wie Sander Schifferle. So kommt es, dass die beiden Abgewiesenen im Internet zueinander finden und miteinander chatten, ohne dass der eine vom anderen weiß, wer sein Chatpartner wirklich ist. Als sich letztendlich alles aufklärt, sind sowohl Dr. Sander als auch Kapitän Burger bereit den Pilgerweg zusammen mit Beatrice respektive Oskar Schifferle zu begehen. Oskar Schifferle und Beatrice wählen dieselbe Route aus und so kommt es, wie von beiden beabsichtigt, dass alle vier gemeinsam den Weg gehen.

## Hintergrund

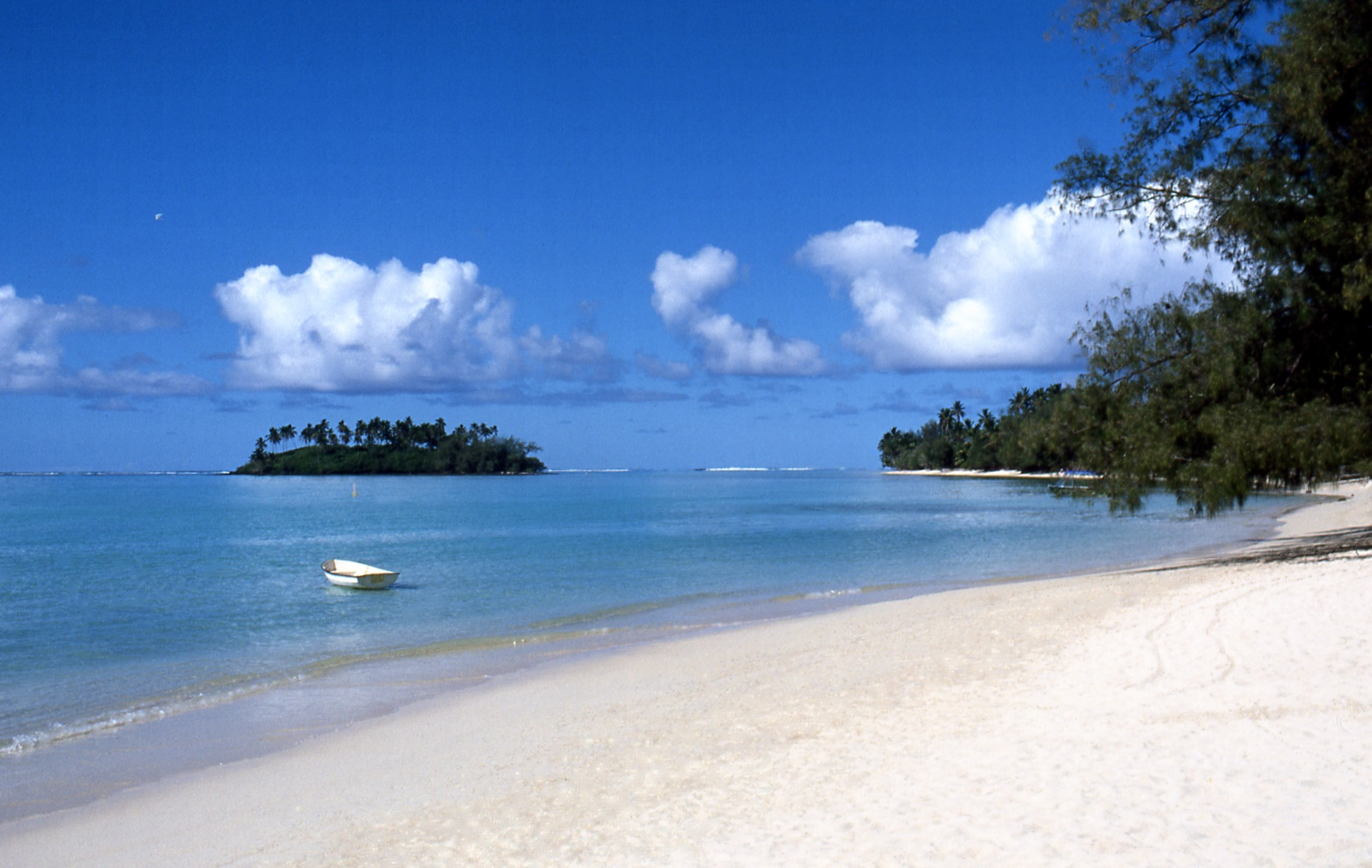
Muri Beach mit Motu Taakoka, wo die meisten Touristenhotels der Inseln angesiedelt sind

Bei den Cookinseln handelt es sich um einen unabhängigen Inselstaat in „freier Assoziierung mit Neuseeland“ und eine Inselgruppe im südlichen Pazifik. Das Areal umfasst 242 km², die Einwohnerzahl liegt bei 18.600, die fast alle den Cookinseln-Maori zuzurechnen sind. Die Hauptstadt Avarua befindet sich auf der Insel Rarotonga. Die Amtssprachen sind Englisch und Cook Islands Maori. Es wird vor allem tropischer Feldbau betrieben, wobei unter anderem Papaya, Paprika, Melonen, Orangen, Tomaten, Peperoni, Zucchini, Bananen- und Kokospalmen sowie Ananas angebaut werden.
Die Story um Elisabeth Bach und Alexander Unruh entspricht im Wesentlichen dem Film Avanti, Avanti! von Billy Wilder aus dem Jahr 1972.

## Einschaltquote
Bei der deutschen Erstausstrahlung im ZDF schalteten 6,81 Millionen Menschen ein, was einem Marktanteil von 18,2 % beim Gesamtpublikum entsprach, an jenem Abend aber nicht der höchste Marktanteil war. Den hatte im Ersten der neue Hamburger Tatort Der große Schmerz mit Til Schweiger.